# Sugásfürdő
Sugásfürdő (románul Băile Șugaș) egykor önálló falu Romániában, Erdélyben, Kovászna megyében, ma Sepsiszentgyörgy része.
A Sepsiszentgyörgytől 8 km-re nyugatra fekvő fürdő- és üdülőhely a Baróti-hegységben, a Sugás-patak völgyében található 775 m-es tengerszint feletti magasságban. Nevét a bükkerdők sugó-susogó hangjáról kapta. Létét szénsavas-kénes ásványvízforrásainak köszönheti. A környéken 1851-ben fedezték fel az első gázkitörést, a fürdőtelep 1883-ban kezdett kiépülni, hasznosítására 1888-ban részvénytársaság alakult, 1899-ben már 500 látogatója volt. Hideg fürdőmedencéje 1923-ban épült. A trianoni békeszerződésig Háromszék vármegye Sepsi járásához tartozott.